# El pacificador
El pacificador (título original: The Peacemaker) es una película estadounidense de 1997 dirigida por Mimi Leder y protagonizada por George Clooney y Nicole Kidman. Esta película es la primera que lanzó la productora DreamWorks.

## Argumento
La película comienza cuando las diez ojivas nucleares de un SS-18 ICBM dado de baja en una base de ICBM en Cheliábinsk, Rusia, se envían por tren para su desmantelamiento. Sin embargo, el comandante de la base tiene otros planes. 
Al mando de un comando rebelde y mercenario ataca el tren de carga, lo asaltan, matando a todos los soldados que lo protegían y robando las ojivas menos una. También pone en marcha el temporizador en la ojiva restante y ponen de nuevo en marcha el tren de forma que colisione con un tren de pasajeros para fingir un accidente ferroviario. Minutos después de chocar los trenes, la bomba termonuclear se detona en un lugar remoto del sur de Rusia.
En la Casa Blanca, la experta nuclear la Dra. Julia Kelly, piensa que el choque de los trenes no fue un accidente y cree que un grupo terrorista está detrás del incidente, detona la bomba para amenazar al gobierno, pero el irreverente oficial de las Fuerzas Especiales del Ejército de Estados Unidos, el coronel Thomas Devoe, que tiene contactos en Rusia, está convencido de que el accidente fue organizado para ocultar el secuestro de las ojivas a bordo, se robaron las bombas atómicas para venderlas en el mercado negro de armas.
Kelly y Devoe tratan de encontrar a los responsables a través de una compañía de camiones de Austria, que colabora con grupos mafiosos rusos. Devoe descubre a través del sistema de seguimiento de la compañía de camiones que las ojivas se encuentran en un camión rumbo a Irán. Devoe lidera un grupo de la Fuerza Aérea de Estados Unidos y de los Rangers que entra ilegalmente por la frontera de Rusia para apoderarse del camión. Durante la operación, uno de sus helicópteros es derribado. El detonador de una de las ojivas no se encuentra y se teme que esta pueda ser destinada a destruir la sede de la ONU en Nueva York.
Uno de los terroristas, Dušan Gavrić (Marcel Iures), es un exyugoslavo sin identidad (Yo soy un serbio, un croata y un musulmán, en referencia a todas las partes en conflicto de la exYugoslavia durante su disolución); y quiere vengar la muerte de su esposa y de su hija, asesinadas por un francotirador en la Avenida de los Francotiradores en Sarajevo, se presenta en un video, culpa a los países de Occidente de no protegerles, y por el suministro indiscriminado de armas durante la guerra. Por eso planea volar el edificio de las Naciones Unidas en Nueva York, con la bomba en una mochila, que él transporta y ha sido desarmada por un técnico mercenario de India, se va de esa manera a ese lugar, el camión es interceptado en un puente en la frontera de Rusia con Kazajistán, pero antes de interceptar al camión, uno de los terroristas se baja del camión y se lleva la bomba caminando en su mochila, hasta encontrar un avión de carga aterrizado en medio del campo, esperando por su llegada.
Finalmente ellos llegan a Nueva York, lo encuentran por las emisiones de radiación de la mochila que transporta la bomba, que ingresa a la ciudad dentro de una maleta diplomática del representante de su país, consiguen cercarlo en una iglesia católica cerca de su objetivo, donde Gavrić, sabiendo de sus situación se suicida, sabiendo que la bomba en su mochila detonará si Kelly y Devoe intentan desmantelarla. Aun así consiguen hacerlo en los últimos momentos con un truco.

## Reparto
- George Clooney - Thomas Devoe
- Nicole Kidman - Julia Kelly
- Marcel Iures - Dusan Gavrić
- Aleksandr Baluyed - Aleksandr Kodoroff
- Rene Medvešek - Vlado Mirić
- Gary Werntz - Terry Hamilton
- Randall Batinkoff - Ken
- Jim Haynie - General Garnett
- Alezander Strobele - Dietrich Schumacher
- Holt McCallany - Mark Appleton
- Armin Mueller-Stahl - Dimitri Vertikoff

## Producción
Originalmente Annette Bening fue considerada originalmente para el papel femenino protagonista. Sin embargo, al final, el papel lo tuvo Nicole Kidman. La película fue rodada en la ciudad de Nueva York. También se filmó en muchos otros lugares del mundo, donde sobresalen Macedonia del Norte, Filadelfia y, principalmente, Bratislava.

## Recepción

### Box Office
El film recaudó $41,263,140 en USA y globalmente $110,463,140.

### Crítica
Rotten Tomatoes le da un 41%. En Metacritic, el film tiene un 43 sobre 100. CinemaScore lo califica con una "B+" en un grado de la A+ a la F.

## Fechas de estreno
| País                                                                          | Fecha de estreno                  |
| ----------------------------------------------------------------------------- | --------------------------------- |
| Alemania                                                                      | Jueves 13 de noviembre de 1997    |
| Argentina                                                                     | Jueves 13 de noviembre de 1997    |
| Australia                                                                     | Jueves 4 de diciembre de 1997     |
| Austria                                                                       | Viernes 14 de noviembre de 1997   |
| Bélgica                                                                       | Miércoles 12 de noviembre de 1997 |
| Belice · Costa Rica · El Salvador · Guatemala · Honduras · Nicaragua · Panamá | Viernes 31 de octubre de 1997     |
| Brasil                                                                        | Viernes 31 de octubre de 1997     |
| Bulgaria                                                                      | Viernes 26 de diciembre de 1997   |
| Chile                                                                         | Jueves 13 de noviembre de 1997    |
| Chipre                                                                        | Viernes 21 de noviembre de 1997   |
| Colombia                                                                      | Viernes 24 de octubre de 1997     |
| Corea del Sur                                                                 | Sábado 8 de noviembre de 1997     |
| Croacia                                                                       | Jueves 15 de enero de 1998        |
| Dinamarca                                                                     | Viernes 21 de diciembre de 1997   |
| Ecuador                                                                       | Viernes 12 de diciembre de 1997   |
| Egipto                                                                        | Miércoles 4 de febrero de 1998    |
| Eslovenia                                                                     | Jueves 22 de enero de 1998        |
| España                                                                        | Viernes 24 de octubre de 1997     |
| Estados Unidos · Canadá                                                       | Viernes 26 de septiembre de 1997  |
| Filipinas                                                                     | Miércoles 19 de noviembre de 1997 |
| Finlandia                                                                     | Viernes 14 de noviembre de 1997   |
| Francia                                                                       | Miércoles 12 de noviembre de 1997 |

| País                         | Fecha de estreno                  |
| ---------------------------- | --------------------------------- |
| Grecia                       | Viernes 14 de noviembre de 1997   |
| Hong Kong                    | Jueves 13 de noviembre de 1997    |
| Hungría                      | Jueves 20 de noviembre de 1997    |
| India                        | Viernes 9 de enero de 1998        |
| Indonesia                    | Martes 4 de noviembre de 1997     |
| Islandia                     | Viernes 7 de noviembre de 1997    |
| Israel                       | Miércoles 15 de octubre de 1997   |
| Italia                       | Viernes 31 de octubre de 1997     |
| Japón                        | Sábado 17 de enero de 1998        |
| Líbano                       | Viernes 14 de noviembre de 1997   |
| Malasia                      | Jueves 4 de diciembre de 1997     |
| México                       | Viernes 31 de octubre de 1997     |
| Noruega                      | Viernes 7 de noviembre de 1997    |
| Nueva Zelanda                | Jueves 4 de diciembre de 1997     |
| Países Bajos                 | Jueves 6 de noviembre de 1997     |
| Perú                         | Viernes 21 de noviembre de 1997   |
| Polonia                      | Viernes 7 de noviembre de 1997    |
| Portugal                     | Viernes 31 de octubre de 1997     |
| Reino Unido Irlanda          | Viernes 24 de octubre de 1997     |
| República Checa · Eslovaquia | Jueves 20 de noviembre de 1997    |
| República Dominicana         | Jueves 6 de noviembre de 1997     |
| Rumania                      | Viernes 28 de noviembre de 1997   |
| Rusia                        | Viernes 6 de marzo de 1998        |
| Singapur                     | Jueves 13 de noviembre de 1997    |
| Sudáfrica                    | Viernes 21 de noviembre de 1997   |
| Suecia                       | Viernes 7 de noviembre de 1997    |
| Suiza                        | Viernes 7 de noviembre de 1997    |
| Tailandia                    | Viernes 5 de diciembre de 1997    |
| Taiwán                       | Sábado 8 de noviembre de 1997     |
| Turquía                      | Viernes 7 de noviembre de 1997    |
| Uruguay                      | Viernes 30 de enero de 1998       |
| Venezuela                    | Miércoles 19 de noviembre de 1997 |